# John Brown (baloncestista)
John Young Brown (Frankfurt, Hesse, Alemania Occidental; 14 de diciembre de 1951) es un exjugador de baloncesto estadounidense que jugó 7 temporadas en la NBA y tres más en la liga italiana. Con 2,00 metros de altura, lo hacía en la posición de alero.

## Trayectoria deportiva

### Universidad
Jugó durante cuatro temporadas con los Tigers de la Universidad de Misuri, en las que promedió 19,2 puntos y 9,7 rebotes por partido. Fue elegido en el mejor quinteto de la Big Eight Conference en sus dos últimas temporadas, acabando como líder histórico en anotación, con 1421 puntos (hoy en día ocupa el sexto lugar). En 1973 fue además incluido en el tercer quinteto All-American.

### Profesional
Fue elegido en la décima posición del Draft de la NBA de 1973 por Atlanta Hawks, y también por los San Antonio Spurs en la primera ronda del draft de la ABA, eligiendo la primera opción. En su primera temporada en los Hawks promedió 9,3 puntos y 5,7 rebotes por partido, que le sirvieron para ser incluido en el mejor quinteto de rookies.
Jugó cuatro años más en Atlanta, siempre como alero suplente, hasta que antes del comienzo de la temporada 1978-79 fue traspasado a Chicago Bulls a cambio de una segunda ronda del draft de 1980. En los Bulls fue el suplente de Mickey Johnson, acabando el año con 5,0 puntos y 3,1 rebotes por partido.
Tras convertirse en agente libre al finalizar el año, fichó por Utah Jazz, pero solo disputó cuatro partidos antes de ser despedido. Tras dos meses sin equipo, regresó a los Hawks, con los que terminó la temporada. Al año siguiente decidió continuar su carrera profesional en la liga italiana, fichando por el Basket Mestre de la Serie A2, donde se convirtió en uno de los artífices del ascenso del equipo a la Serie A1, promediando 21,4 puntos y 10,9 rebotes por encuentro. Tras una temporada más en el equipo, en 1982 ficha por el Grifone Perugia, donde jugaría su último año como profesional.

## Estadísticas de su carrera en la NBA

### Temporada regular
| Temporada | Edad | Equipo        | Liga | P   | TIT | MIN  | TC  | TCA | %TC  | 3P  | 3PA | %3P | TL  | TLA | %TL   | R.OF. | R.DEF. | REB | ASIS | ROB | TAP | PER | FP  | PTS  |
| 1973-74   | 22   | Atlanta Hawks | NBA  | 77  |     | 22.3 | 3.6 | 8.2 | .438 |     |     |     | 2.1 | 2.8 | .751  | 2.3   | 3.4    | 5.7 | 1.5  | 0.4 | 0.2 |     | 3.1 | 9.3  |
| 1974-75   | 23   | Atlanta Hawks | NBA  | 73  |     | 27.2 | 4.3 | 9.4 | .461 |     |     |     | 2.5 | 3.4 | .740  | 2.5   | 3.5    | 5.9 | 1.8  | 0.7 | 0.2 |     | 3.1 | 11.2 |
| 1975-76   | 24   | Atlanta Hawks | NBA  | 75  |     | 23.4 | 2.9 | 6.5 | .442 |     |     |     | 2.2 | 2.8 | .775  | 1.9   | 3.4    | 5.4 | 1.7  | 0.6 | 0.2 |     | 3.1 | 7.9  |
| 1976-77   | 25   | Atlanta Hawks | NBA  | 77  |     | 18.2 | 2.1 | 4.5 | .457 |     |     |     | 1.6 | 1.9 | .807  | 1.0   | 2.1    | 3.1 | 1.3  | 0.6 | 0.1 |     | 2.8 | 5.7  |
| 1977-78   | 26   | Atlanta Hawks | NBA  | 75  |     | 21.3 | 2.6 | 5.4 | .474 |     |     |     | 2.2 | 2.7 | .825  | 1.8   | 2.2    | 4.0 | 1.4  | 0.7 | 0.1 | 1.5 | 3.7 | 7.3  |
| 1978-79   | 27   | Chicago Bulls | NBA  | 77  |     | 16.4 | 2.0 | 4.1 | .479 |     |     |     | 1.1 | 1.3 | .857  | 1.1   | 2.0    | 3.1 | 1.4  | 0.2 | 0.1 | 1.2 | 2.3 | 5.0  |
| 1979-80   | 28   | TOTAL         | NBA  | 32  |     | 12.0 | 1.2 | 3.3 | .352 | 0.0 | 0.0 |     | 1.2 | 1.5 | .792  | 0.8   | 1.4    | 2.2 | 0.6  | 0.1 | 0.1 | 0.9 | 2.2 | 3.5  |
| 1979-80   | 28   | Utah Jazz     | NBA  | 4   |     | 6.0  | 0.0 | 1.8 | .000 | 0.0 | 0.0 |     | 1.0 | 1.0 | 1.000 | 1.3   | 1.0    | 2.3 | 1.0  | 0.0 | 0.0 | 1.3 | 1.0 | 1.0  |
| 1979-80   | 28   | Atlanta Hawks | NBA  | 28  |     | 12.9 | 1.3 | 3.5 | .378 | 0.0 | 0.0 |     | 1.2 | 1.6 | .773  | 0.8   | 1.5    | 2.2 | 0.5  | 0.1 | 0.1 | 0.9 | 2.4 | 3.9  |
| Total     |      |               | NBA  | 486 |     | 20.8 | 2.8 | 6.1 | .453 | 0.0 | 0.0 |     | 1.9 | 2.4 | .783  | 1.7   | 2.7    | 4.4 | 1.4  | 0.5 | 0.2 | 1.3 | 3.0 | 7.4  |

### Playoffs
| Temporada | Edad | Equipo        | Liga | P | MIN | TCA | TC | 3PA | 3P | TLA | TL | R.OF. | REB | ASIS | ROB | TAP | PER | FP | PTS | %TC  | %3P  | %FT   | MIN  | PTS | REB | AST |
| 1977-78   | 26   | Atlanta Hawks | NBA  | 2 | 6   | 0   | 0  |     |    | 0   | 0  | 0     | 0   | 0    | 0   | 0   | 2   | 1  | 0   |      |      |       | 3.0  | 0.0 | 0.0 | 0.0 |
| 1979-80   | 28   | Atlanta Hawks | NBA  | 5 | 58  | 4   | 13 | 0   | 1  | 2   | 2  | 2     | 10  | 1    | 1   | 1   | 5   | 9  | 10  | .308 | .000 | 1.000 | 11.6 | 2.0 | 2.0 | 0.2 |
| Total     |      |               | NBA  | 7 | 64  | 4   | 13 | 0   | 1  | 2   | 2  | 2     | 10  | 1    | 1   | 1   | 7   | 10 | 10  | .308 | .000 | 1.000 | 9.1  | 1.4 | 1.4 | 0.1 |